# パナマの国章
パナマの国章（パナマのこくしょう）とは、1904年6月4日に制定されたパナマの徽章のこと。
4本の旗の上に盾が重ねられ、盾の上には翼を広げた鷲と10個の星が描かれたもの。

## 構成
- 中央の盾はクオータリー（四分割）の上にフェス（中央の横帯）を乗せたもの。
- 上部左には、白地に戦争から平和と繁栄の道を歩むことを記念した武器、上部右には赤地に鉱山業を表すスコップとハンマー、下部左には青地に南米の国章によくみられる豊かな実りを象徴する豊穣の角、下部右には白地に進歩を象徴する翼を付けた車輪が描かれている。
- フェスの中全体に、緑が茂り、太陽が昇るパナマ運河の風景が描かれている。
- 周囲には4本の国旗が見られる。これは西洋紋章学からすれば異端だが、中南米の国章には好んで用いられる装飾。
- 上部に輝く10個の五角星はパナマの10の県を象徴している。
- モットー（標語を書いたリボン）は、本来の盾の下ではなく、盾の上にいる鷲（パナマの国鳥アギラ アルピア。和名はオウギワシ）が咥えている。標語はスペイン語でPro Mundi Beneficio「世界の福利のために」とある。